# Dukátus
A dukátus (a latin dux „herceg, vezér” szóból képzett ducatus, „hercegség, vezérség, főparancsnokság” szóból)
Magyarországon a trónörökös kormányzása alatt álló terület a honfoglalástól körülbelül 1110-ig. Az intézmény régi türk hagyományra megy vissza, miszerint a trónörökös állt a törzsszövetséghez csatlakozott népek élén, akik általában az előörs, elővéd, határvédelem feladatát töltötték be. Magyarországon ezeket a népeket – kabarok, besenyők, székelyek stb. – ezért a határok mentén telepítették le, és itt találhatók a dukátus nem összefüggő területei is.
A herceg (dux) elnevezése a kora Árpád-korban úr volt, míg a fejedelemé nagyúr.
A herceg területének korabeli neve ennek megfelelően uruszág, ország, ami a Somogyország népi és irodalmi névben az újkorig fennmaradt.

## Sztyeppei előzmények
A 950 körül a Bulcsú harka által 948 körül nála járt magyar követség információi alapján író Konstantin görög császár szerint a hét magyar törzs fölött a vezérlő fejedelem, Árpád, a három csatlakozott kazár (helyesebben kabar) törzs fölött a fejedelem legidősebb fia, a trónörökös, Levente uralkodott 895-ben.

## A magyarországi dukátus területek

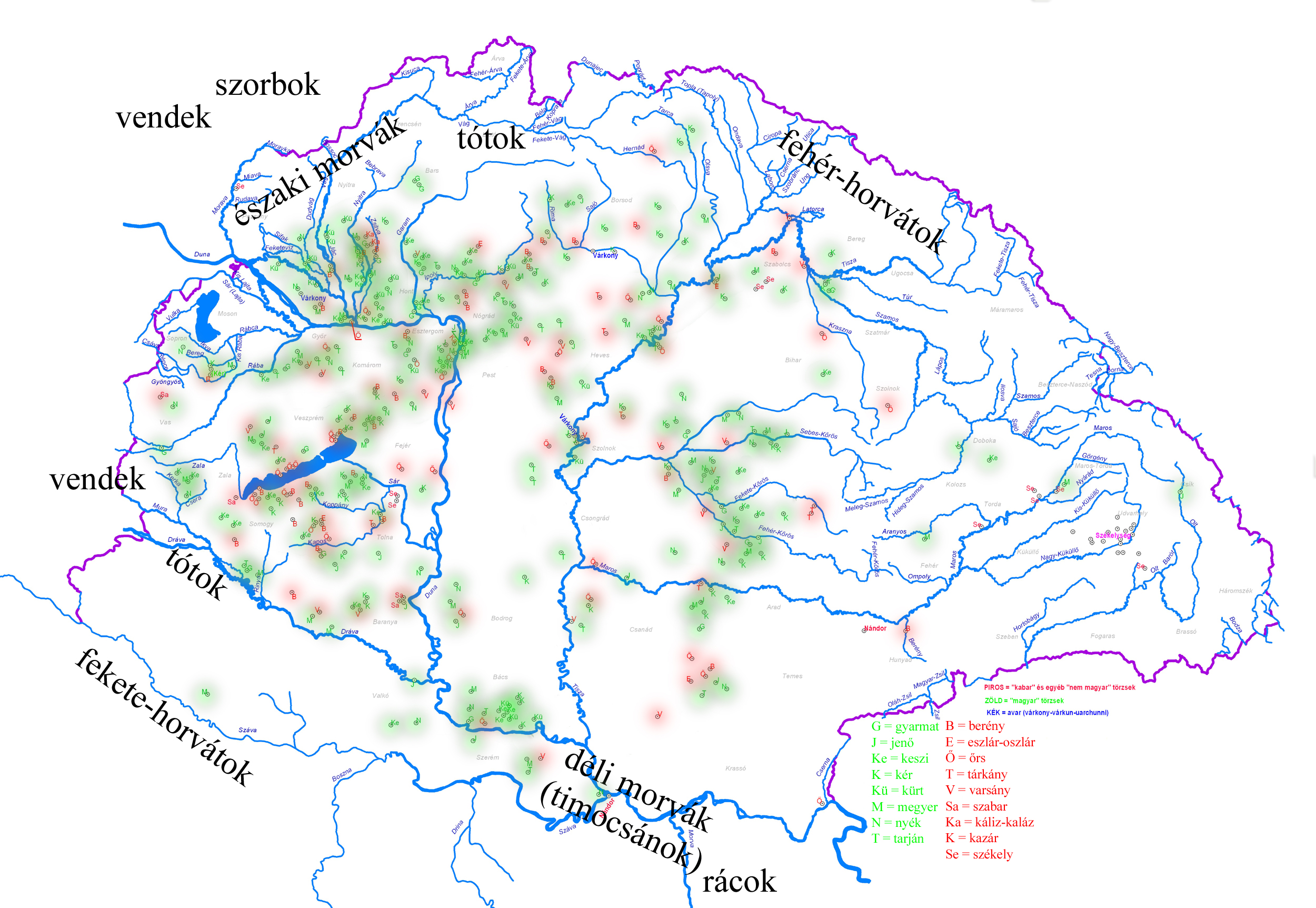
A magyarok és a csatlakozott népek törzsneveit viselő települések a fejedelmi, dukátusi és határvédelmi területeken találhatók főleg

A kabarok településterülete Magyarországon Nyitra tágabb környékén a Vág, Nyitra és Garam völgyére kiterjedő, Biharországban – amibe beleértendő a későbbi Bihar vármegye területe mellett a Nyírség is – délen a Fehér-Köröstől északon a Tiszáig terjedő terület volt. A fekete magyaroké délen az Al-Duna mellett a Tiszától a Karasig terjedő terület, a későbbi Keve vármegye és Krassó vármegye területe.
Ez a három tömb alkotta a trónörökös kormányzati területét, amelyekhez Koppány idején Somogyország, a Dráván túl a Száváig terjedő Somogy csatlakozott. Kristó Gyula szerint viszont a területi megosztás először csak I. András és I. Béla között jött létre.
Anonymus nem tud Leventéről, szerinte Árpád trónörököse, Zolta a „kazárok” lakta bihari, a másik fiú, Üllő fiai a nyitrai dukátus urai lettek.
Tarhacsi nevét az Al-Dunánál őrzi helynév a Karas (Krassó) vidékén, ami egyébként török nyelven „fekete víz” jelentésű.
A Magyar Krónika Tar Zerindet, Koppány apját említi, mint a dukátus urát, ennek emlékét fenntartotta az aradi Zerind falunév. Tar Zerind halála után Gézáé lett a bihari dukátus, innen vehetett részt a Bizánc elleni magyar-orosz-besenyő-bolgár szövetségben.
A kabarok területe az államszervezéskor Bihar és Nyitra központtal az országnak mintegy 1/3-át kitevő territoriális dukátussá alakult. Általában nem egy ura volt, s a trónörökös sem mindig ugyanazt a részt választotta. 
Géza fejedelemsége idején előbb Mihály, majd halála után a szeniorátus elvét már ekkor megsértve István kapta meg a jövedelmező nyitrai dukátust, Koppány apjától egy harmadik dukátust örökölt, a Somogyi hercegséget.
Géza a bihari dukátust jelentős katonai ereje miatt talán fejedelemsége idején sem adta ki a kezéből.
Imre herceg halála után rövid ideig Vazul birtokolta Nyitrát, majd nem Árpád-házi vezetőket is állítottak a dukátusok élére. Csaba ispán, Hont, Pázmány mellett Orci dux szerepel a pannonhalmi alapítólevélben.
A királyi vármegyerendszer és az udvarbirtokok hálózatának kialakulása után átfedés volt a királyi és hercegi udvarházak és megyék rendszerén belül. A királyi vármegyékben is voltak hercegi udvarbirtokok és a hercegi vármegyékben is királyi udvarbirtokok, ami Kálmán törvényeiből is kiolvasható.
I. Endre, amikor Bélát hazahívta, az ország 1/3-át 1048 körül dukátusként pénzverési joggal adta neki. Mivel Nyitra és Bihar bizonyosan hozzá tartozott, ezért az egyébként ismeretlen kiterjedésű területe legalább két nagyobb tömbben feküdt. Béla után birtokolta a dukátust I. Géza, I. László, Lampert herceg(?) és Álmos herceg. A dukátus több herceg – tulajdonképpen csak I. László esetén nem – kezében pártütések forrása lett, ezért Könyves Kálmán 1107-ben megszüntette. II. László még egyszer felújította a régi típusú dukátust, és azt öccsének, IV. Istvánnak adta.

## Későbbi hercegségek
A „hercegség” másik formája, amikor eleve külön kormányzattal rendelkező tartomány – Erdély, Szlavónia, Horvátország, Dalmácia, Bosznia, Macsó, Hulm (Hercegovina), Szepes és Sáros - élére állítottak hercegi rangú, akár a dinasztiából, akár a főurak közül származó névleges, vagy valódi kormányzót, aki utóbbi esetben a vajda vagy bán helyett vagy felett kormányzott. Ezek a hercegi címek esetiek voltak, nem voltak állandóak.

## Ifjabb királyság
A hatalommegosztás egy formája volt a 13. században az ifjabb királyság intézménye. Ez területi elkülönülést jelentett, mégis lényegesen különbözött a korábbi dukátus intézményétől, mivel teljes királyi jogkört jelentett teljes saját kormányzattal (nádor stb.), birtokadományozási és pénzverési joggal. Az ország formálisan nem szakadt ketté, az ifjabb király (rex iunior) elfogadta a király (rex senior) főségét és amikor a trónt örökölte, akkor az ifjabb királyság azonnal meg is szűnt.